# Calem Nieuwenhof
Calem Nieuwenhof, né le 17 février 2001 à Sydney en Australie, est un footballeur australien qui évolue au poste de milieu défensif au Heart of Midlothian.

## Biographie

### En club
Né à Sydney en Australie, Calem Nieuwenhof commence le football au  Curl Curl FC, puis il joue pour le Manly United FC (en) avant de rejoindre le Sydney FC.
Le 19 novembre 2020, il joue son premier match en professionnel à l'occasion d'une rencontre de Ligue des champions de l'AFC face au Shanghai Port FC. Il est titularisé, et son équipe est battue sur le score de deux buts à un.
Le 2 janvier 2021, Nieuwenhof fait sa première apparition en A-League, la première division australienne, en étant titularisé contre le Wellington Phoenix FC. Il se fait remarquer à cette occasion en marquant également son premier but en professionnel, ouvrant le score sur une frappe lointaine, et contribuant ainsi à la victoire de son équipe par deux buts à un,.
Le 16 juin 2022, Calem Nieuwenhof rejoint le Western Sydney Wanderers. Il signe un contrat de deux ans.
Le 22 juillet 2023, Calem Nieuwenhof prend la direction de l'Écosse afin de s'engager en faveur du Heart of Midlothian. Il signe un contrat de quatre ans, soit jusqu'en mai 2027, et s'ajoute à un effectif qui compte déjà trois autres joueurs australiens avec Kye Rowles, Nathaniel Atkinson et Cameron Devlin.
Il joue son premier match sous ses nouvelles couleurs le 5 août 2023, à l'occasion de la première journée de la saison 2023-2024 de Scottish Premiership, la première division écossaise, face au Saint Johnstone FC. Il est titularisé et voit son équipe l'emporter par deux buts à zéro.

### En sélection
En mars 2023, Calem Nieuwenhof est convoqué avec l'équipe d'Australie des moins de 23 ans, pour des matchs de préparation en vue des Jeux olympiques d'été de 2024.